# Милан Ружиновски
Милан Ружиновски (на македонска литературна норма: Милан Ружиновски) е артилерийски и политически офицер, генерал-полковник от Югославската народна армия (ЮНА).

## Биография
Роден е на 30 октомври 1935 г. в град Велес. През 1946 г. завършва основно четирикласно образование, а малка матура (още 4 класа) през 1950 г. През 1953 г. завършва училище за артилерийски офицери. В периода 1953 – 1959 г. е командир на взвод. Между 1959 и 1965 г. е офицер по разузнаването в дивизион. През 1965 г. завършва Висшата военна академия на ЮНА, а на следващата година Школа за усъвършенстване на артилерийски офицери. От 1965 до 1968 г. е помощник-командир на дивизион. През 1969 г. завършва Военната академия на Генералния щаб на армията на СССР. Между 1968 и 1970 г. е командир на дивизион. От 1970 до 1971 г. е началник-щаб на артилерийски полк. През 1971 г. завършва Военна школа. В периода 1971 – 1974 г. е командир на полк. От 1974 до 1976 г. е началник-щаб на 42-а пехотна дивизия. От 1976 до 1981 г. е командир на пехотна дивизия. Между 1981 и 1985 г. е председател на комитета на ЮКП във втора югославска армия. От 1985 до 1986 г. е началник-щаб на трета югославска армия. В периода 1986 – 1988 г. е главен инспектор на Въоръжените сили. След това до 1991 г. е началник на Първо управление на Генералния щаб на ЮНА. От 1991 до 1992 г. е началник на Центъра на висшите военни школи „Маршал Тито“. През 1991 г. е командир на оперативната група „Невесине“, с която участва в боеве по време на войната в Югославия. Излиза в запаса през август 1992 г. Умира на 3 май 2017 г.

## Военни звания
- Подпоручик (1953)
- Поручик (1956)
- Капитан (1960)
- Капитан 1 клас (1963)
- Майор (1967)
- Подполковник (1971), извънредно
- Полковник (1976)
- Генерал-майор (1983)
- Генерал-лейтенант (1987), предсрочно
- Генерал-полковник (1991), предсрочно

## Награди
- Медал за военни заслуги, 1955 година;
- Орден за военни заслуги със сребърни мечове, 1965 година;
- Орден на Народната армия със сребърна звезда, 1972 година;
- Орден за военни заслуги със златни мечове, 1976 година;
- Орден на Народната армия със златна звезда, 1981 година;
- Орден за военни заслуги с голяма звезда, 1986 година.